# Lappfjärds BK

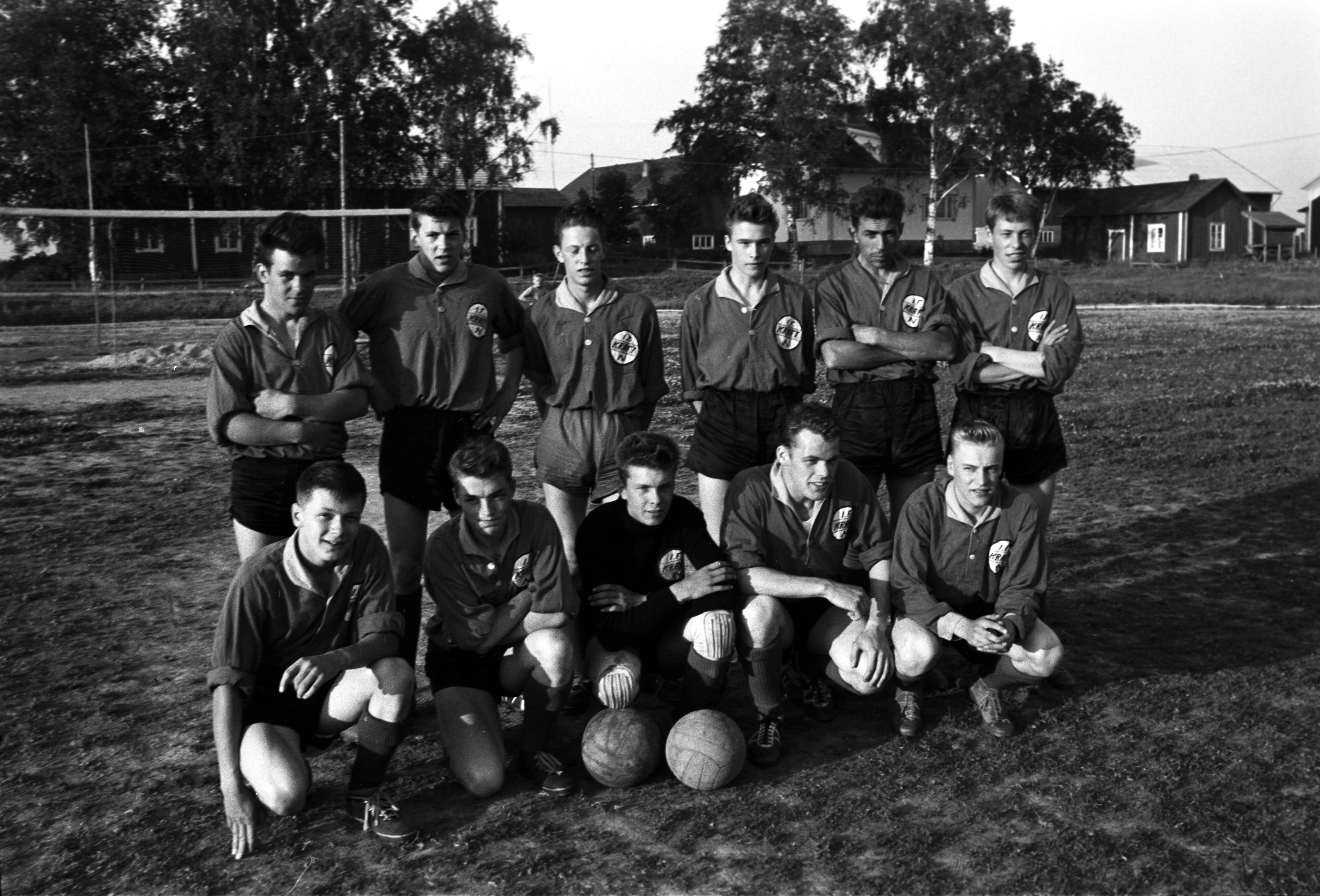
Mannschaftsfoto auf dem Fußballplatz in Lappfjärd (5. August 1962)

Lappfjärds BK, vollständig Lappfjärds Bollklubb (schwedisch; Abkürzung zuerst LBK, später LappBK) war ein finnlandschwedischer Fußballverein aus der damaligen Gemeinde Lappfjärd (heute Ortsteil von Kristinestad) in Österbotten, Finnland zwischen 1946 und 1994. 1979 spielte der Klubb zweitklassig in der Ykkönen.

## Geschichte
Vorgänger von Lappfjärds BK war Idrottsförening Länken, der 1945 durch einen Zusammenschluss von Lappfjärds ungdomsförenings idrottsklubb, Dagsmark idrottsklubb und Härkmeri idrottsförening entstand. Durch Umbenennung entstand 1946 Lappfjärds Bollklubb („Ball-Club Lappfjärd“), abgekürzt LBK.
In den 1970er Jahren wurde das Kürzel in LappBK geändert, weil in der viertklassigen Kolmonen, wo der Verein damals spielte, LBK bereits von Larsmo Bollklubb verwendet wurde.
1994 fusionierte der Verein mit FC Kristiina. Diese Fusion war das Resultat von anhaltenden Verhandlungen über den Zusammenschluss mehrerer Vereine aus Kristinestad (finnisch Kristiina) während der 1980er Jahre. Jedoch zog sich LappBK aus diesen Verhandlungen zuerst zurück, und der finnischsprachige Verein Pallokerho Unitas und der schwedischsprachige Tjöck IK fusionierten 1990 allein zu FC Kristiina. Erst 1994 schloss sich auch LappBK an, und man einigte sich auf Sporting Kristina als neuen Namen.

## Sportliche Erfolge
Im Jahr 1978 gelang Lappfjärds BK der Aufstieg in die Ykkönen, der zweithöchsten Liga in Finnland, wo die Mannschaft jedoch nur für den Verlauf der Saison 1979 spielte. In derselben Saison erreichte der Klub das Viertelfinale des Fußballpokals.